# Матумла, Мбвана
Мбвана Матумла (англ. Mbwana Matumla; 3 апреля 1975 Дар-эс-Салам, Танзания) — танзанийский боксёр, выступавший в лёгкой весовой категории. В легчайшей, полулёгкой, второй лёгкой и лёгкой весовых категориях. Бывший чемпион мира во втором полулёгком весе по версии IBO и претендент аналогичный титул той же организации в легчайшем весе.

## Карьера
Мбвана Матумма дебютировал на профессиональном ринге 12 октября 1997 года, победив нокаутом в третьем раунде Мусу Нджуе (4-5-1). 23 июля 2000 года в бою против Джеймса Ванене выиграл титул интерконтинентального чемпиона по версии WBA. 16 декабря того же года выиграл титул чемпиона по версии PABA. 28 февраля 2003 года потерпел поражение от ранее непобедимого южноафриканского боксёра Габула Вабеза в бою за титул чемпиона мира по версии WBU. 9 сентября 2004 года выиграл вакантный титул чемпиона Африки по версии WBA, но 25 апреля 2006 года проиграл его.
4 ноября 2006 года выиграл вакантный титул чемпиона мира во втором полулёгком весе по версии IBO. 12 мая 2007 года потерпел поражение техническим нокаутом в 5-м раунде в бою за вакантный титул чемпиона мира в легчайшем весе по версии IBO. 19 декабря 2009 года выиграл вакантный титул интерконтинентального чемпиона по версии UBO. 28 августа 2008 года потерпел поражение в бою за серебряный пояс интернационального чемпиона по версии WBC. Последний поединок провёл 5 февраля 2017 года против Селмана Шабани, который имел 2 поражения и 1 ничью.